# Шляпникова, Екатерина Ивановна
Екатерина Ивановна Шляпникова (7 сентября 2005, Воронежская область) — российская гребчиха на каноэ, двукратная чемпионка мира 2024 года. Мастер спорта России (2021).

## Биография
Екатерина родилась 7 сентября 2005 года. Проживала и обучалась в школе посёлка Отрадное Новоусманского района Воронежской области.
В 2023 году в каноэ-одиночках стала чемпионкой России.
В Самарканде, на чемпионате мира 2024 года, который состоялся сразу же после Олимпийских игр, Шляпникова в смешанных каноэ-двойках на дистанции 500 метров в паре с Алексеем Коровашковым завоевали золотую медаль. В составе командной четвёртки, представленной нейтральными спортсменами из России, на дистанции 500 метров завоевала вторую золотую медаль чемпионата мира.